# Lei da Transparência
A Lei Complementar nº 131, também conhecida como Lei da Transparência ou Lei Capiberibe, é uma lei brasileira, sancionada em 2009 pelo ex-presidente Lula: a lei obriga a União, os Estados e os municípios a divulgar seus gastos na Internet em tempo real; prevê incentivo à participação popular e realização de audiências públicas, durante os processos de elaboração e discussão dos planos, lei de diretrizes orçamentárias e orçamentos; e determina que seja feita a adoção de sistema integrado de administração financeira e controle, que atenda a padrão mínimo de qualidade.
Busca-se, assim, aumentar a transparência na administração pública, de acordo com o previsto no Art. 5º da Constituição Federal, que prevê que "todos têm direito a receber dos órgãos públicos informações de seu interesse particular, ou de interesse coletivo ou geral". O descumprimento da lei pode ser denunciado aos Tribunais de Contas dos estados ou ao Ministério Público por qualquer cidadão, partido político, associação ou sindicato.

## Escopo
Conforme determinado pela lei, todos os entes deverão divulgar :
- Quanto à despesa: todos os atos praticados pelas unidades gestoras no decorrer da execução da despesa, no momento de sua realização, com a disponibilização mínima dos dados referentes ao número do correspondente processo, ao bem fornecido ou ao serviço prestado, à pessoa física ou jurídica beneficiária do pagamento e, quando for o caso, ao procedimento licitatório realizado;

- Quanto à receita: o lançamento e o recebimento de toda a receita das unidades gestoras, inclusive referente a recursos extraordinários.

Conforme definido pela LC 131, todos os entes possuem obrigação de liberar ao pleno conhecimento e acompanhamento da sociedade, em tempo real, informações pormenorizadas sobre a execução orçamentária e financeira, em meios eletrônicos de acesso público. Essas informações precisam estar disponíveis na rede mundial de computadores, e embora não precisem ser disponibilizadas em um Portal da Transparência, este é recomendado e vem sendo o modelo mais usado pelos entes.
As ações de transparência pública permitem que desperdícios e mal emprego de verbas públicas possam ser verificados e, consequentemente, cobrados, e que os responsáveis sejam submetidos às punições de seus erros. 

## Fiscalização
Aos Tribunais de Contas (dos Estados, Distrito Federal e Municípios) compete a fiscalização contábil, financeira, orçamentária, operacional e patrimonial dos órgãos e entidades públicas do país quanto à legalidade, legitimidade e economicidade.  Portanto, cabe ao TCU a fiscalização da aplicação da Lei da Transparência. 
Para qualquer instância, também cabe ao Ministério Público o acompanhamento e investigação, mediante denúncia, de quaisquer irregularidades ocorridas quanto à observação da Lei da Transparência e gestão dos recursos públicos dos entes públicos e entidades que recebem e gerem recursos públicos.